# Rutschbrett
Ein Rutschbrett oder Übersetzbrett ist ein Hilfsmittel für Rollstuhlbenutzer zur Erleichterung des Übergangs vom Rollstuhl auf einen anderen Sitz, zum Bett oder in das Auto.
Rutschbretter bestehen meist aus einer Holz- oder Kunststoffplatte mit einer Breite von 20 bis 30 cm und einer an den Transfervorgang angepassten Länge zwischen 50 und 100 cm. Für das Übersetzen auf einen Autositz wird ein längeres Rutschbrett benutzt, um den Türschwellenabstand mit zu überbrücken. Als Einstiegshilfe können Rutschbretter auch fest neben dem Fahrersitz von PKWs angebracht werden. Sie sind dann zur Benutzung herausklappbar.
Da die Räder von manuell betriebenen Rollstühlen oft über die Sitzfläche ragen, haben lose Rutschbretter einen entsprechenden Ausschnitt, um nicht schief auf dem Rad aufzuliegen. Zusätzlich kann hier zum Schutz der Kleidung ein bogenförmiger Radschutz, „Banane“ genannt, aufgelegt werden.
Die Benutzung erfolgt, indem sich der sitzende Benutzer mit Händen und Armen an feststehenden Gegenständen herüberzieht oder mit Schwungbewegungen des Oberkörpers herüberruckelt.

## Gegenstand der Hilfsmittelversorgung
Im deutschen Hilfsmittelverzeichnis der Gesetzlichen Krankenversicherung sind Rutschbretter mit der folgenden Zuordnung aufgelistet:
In der Produktgruppe 22, Mobilitätshilfen
- Anwendungsort 29, Ganzkörper
  - Produktuntergruppe 01, Umsetz- und Hebehilfen
    - Produktart 3000–3999, Rutschbretter

Die medizinischen Indikation laut Hilfsmittelverzeichnis ist: 
„Gebrauchsaufhebung bzw. Funktionsausfall der Beine und des Beckens bei noch ausreichender Gebrauchsfähigkeit der oberen Extremität und erhaltener Rumpffunktion zur Ermöglichung eines selbständigen Positionswechsels.“ Rutschbretter seien „… eine Transfer- und Überbrückungshilfe für Personen, die noch über ausreichend kräftige Armmuskulatur sowie Rumpfstabilität verfügen“.